# Годунова Лариса Олександрівна
Лариса Олександрівна Годуно́ва (нар. 7 червня 1946, Київ) — українська художниця; член Київської організації Спілки художників України з 1978 року. Дочка Олександра, мати Ірини Годунових. Заслужений художник України з 2016 року.

## Біографія
Народилася 7 червня 1946 року в місті Києві (нині Україна). 1970 року закінчила Київський художній інститут, де навчалася, зокрема, у Тетяни Яблонської.
Протягом 1970—1990 років працювала на Київському комбінаті монументально-декоративного мистецтва. Мешкає у Києві в будинку на вулиці Закревського, № 63.

## Творчість
Працює у галузях монументального мистецтва і станкового живопису, створює тематичні картини, портрети, пейзажі, натюрморти. Серед робіт:
- «Реліквії громадянської війни» (1968);
- «Видача літератури з агітпоїзда» (1969);
- «Свято родини» (1972);
- «Пам'ять серця» (1974);
- «Квіти» (1977);
- «Шевченківська липа» (1977);
- «Юлія» (1977);
- «Музикант» (1977);
- «Вулиця Молодіжна» (1978);
- «Вулиця Флоренції в Києві» (1982);
- «Свято на Андріївському узвозі» (1989);
- «Літо» (1996);
- «Зима на Андріївському узвозі» (1998);
- «Промінь» (2000);
- «Тетяна» (2000);
- «Тамара» (2001);
- «Осінь у Сваляві» (2003);
- «Дзвіночки» (2004);
- «Лавра» (2004);
- «Будинок Булгакова» (2004);
- «Оголена» (2004);
- «Оберіг» (2004);
- «Папа Іван-Павло ІІ» (2004);
- «Сон» (2005).

Авторка мозаїчного панно «Пісня» в Будинку культури у місті Малині (1971).
Брала участь у республіканських, всесоюзних, міжнародних мистецьких виставках з 1968 року. Персональні виставки відбулися у Києві у 2001, 2006 роках. У 2014 році у Музеї російського мистецтва відбулася виставка «Годунови. Три покоління», на якій були представлені її роботи та роботи батька і дочки.